# Certificat de mort
 (août 2020).
Si vous disposez d'ouvrages ou d'articles de référence ou si vous connaissez des sites web de qualité traitant du thème abordé ici, merci de compléter l'article en donnant les références utiles à sa vérifiabilité et en les liant à la section « Notes et références ».

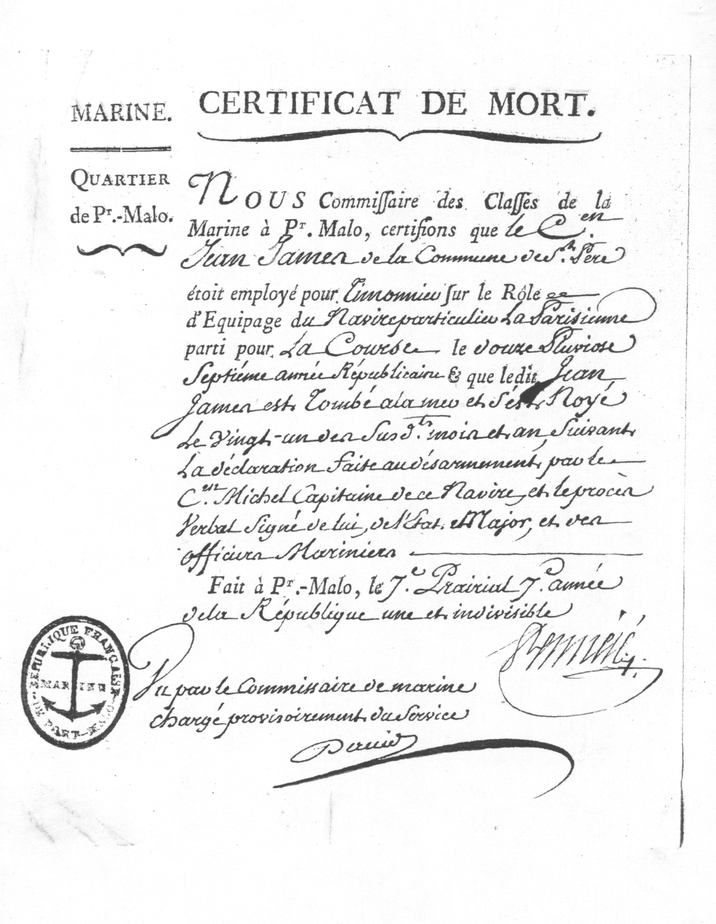
Certificat de la mort d'un timonier corsaire sur La Parisienne tombé à la mer le 21 pluviôse an VII.

Un certificat de mort est un document rédigé en vue d'attester formellement la mort d'une personne, les circonstances n'ayant pas permis qu'un certificat de décès soit rédigé. Il peut servir à une modification de l'état civil selon les conditions prévues par les lois.